# Піцунда
Піцу́нда (лат. Pityus, Pitionte, груз. ბიჭვინთა, Бічвінта; абх. Пиҵунда) — місто в Абхазії, на східному узбережжі Чорного моря, курорт.

## Загальні відомості

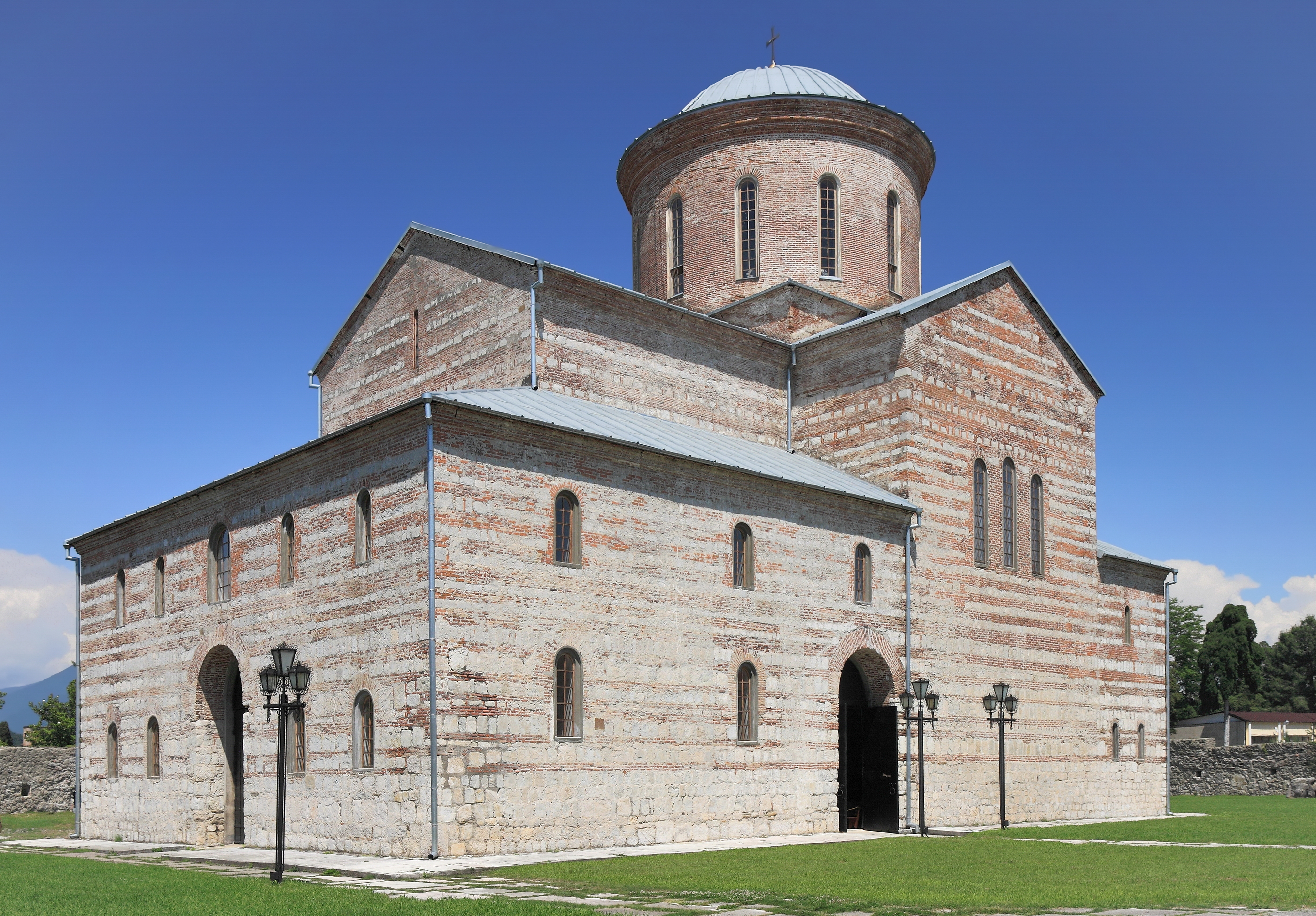
Піцундський собор

За даними 1989 року, у місті мешкало 11 тисяч осіб. Однак внаслідок грузино-абхазького конфлікту, етнічних чисток і вигнання грузинів населення міста суттєво скоротилось і у 2008 році становило близько 8 600 осіб. Піцунда розташована на північному заході Грузії, в Абхазькій автономній республіці, неподалік від грузино-російського кордону.

## Історія
Приблизно у V ст. до н. е. греками, вихідцями із Мілета, було засновано місто Пітіунт, згодом на його місці стояла римська фортеця, з IX ст. н. е. місто увійшло до складу Візантійської імперії, з X ст. у складі Грузії, а згодом у складі Османської імперії та Генуезької республіки, де мало назву Пезонда. З 1810 року в складі Російської імперії, у 1918 році входить до складу незалежної грузинської держави, а з 1921 року у складі СРСР. Після розпаду Радянського Союзу, внаслідок грузино-абхазького конфлікту, що фактично відбувався між Росією та Грузією, місто опинилось у складі маріонеткової Абхазької держави, яка перебуває під контролем Росії. 26 серпня 2008 року Росія офіційно визнала незалежність цієї держави.

## Курорт
У радянський період місто стало одним із найпопулярніших чорноморських курортів. Завдяки сприятливому субтропічному клімату, цілющим властивостям повітря та високій середньорічній температурі (16,5 °C) місто було одним із головних курортних центрів СРСР щодо лікування захворювань дихальної системи. Піцунда також була одним з основних місць для державних дач вищого керівництва Радянського Союзу. Зокрема, тут перебував Микита Хрущов напередодні його усунення від влади.
Після війни в Абхазії на початку 1990-х років і втрати Грузією контролю над Піцундою місто занепало як курорт. Тепер, крім небагатьох росіян, місто майже не відвідують туристи.

## Пам'ятки міста
У Піцунді є християнський храм IX ст., у якому збереглись розписи XV ст. У храмі встановлено орган, обладнано концертну залу.
Розкопки віднайшли в місті ще давнішу культову споруду — візантійський храм початку IV ст., у якому ймовірно служив єпископ Стратофіл, що брав участь у Нікейському соборі 325 року н. е.
У місті є унікальний піцундський сосновий заповідник і бамбуковий гай.

## Піцунда в мистецтві

### Фільми, що знімалися в Піцунді
- «Червоні вітрила» (1961)
- «Початок» (1970)

## Галерея

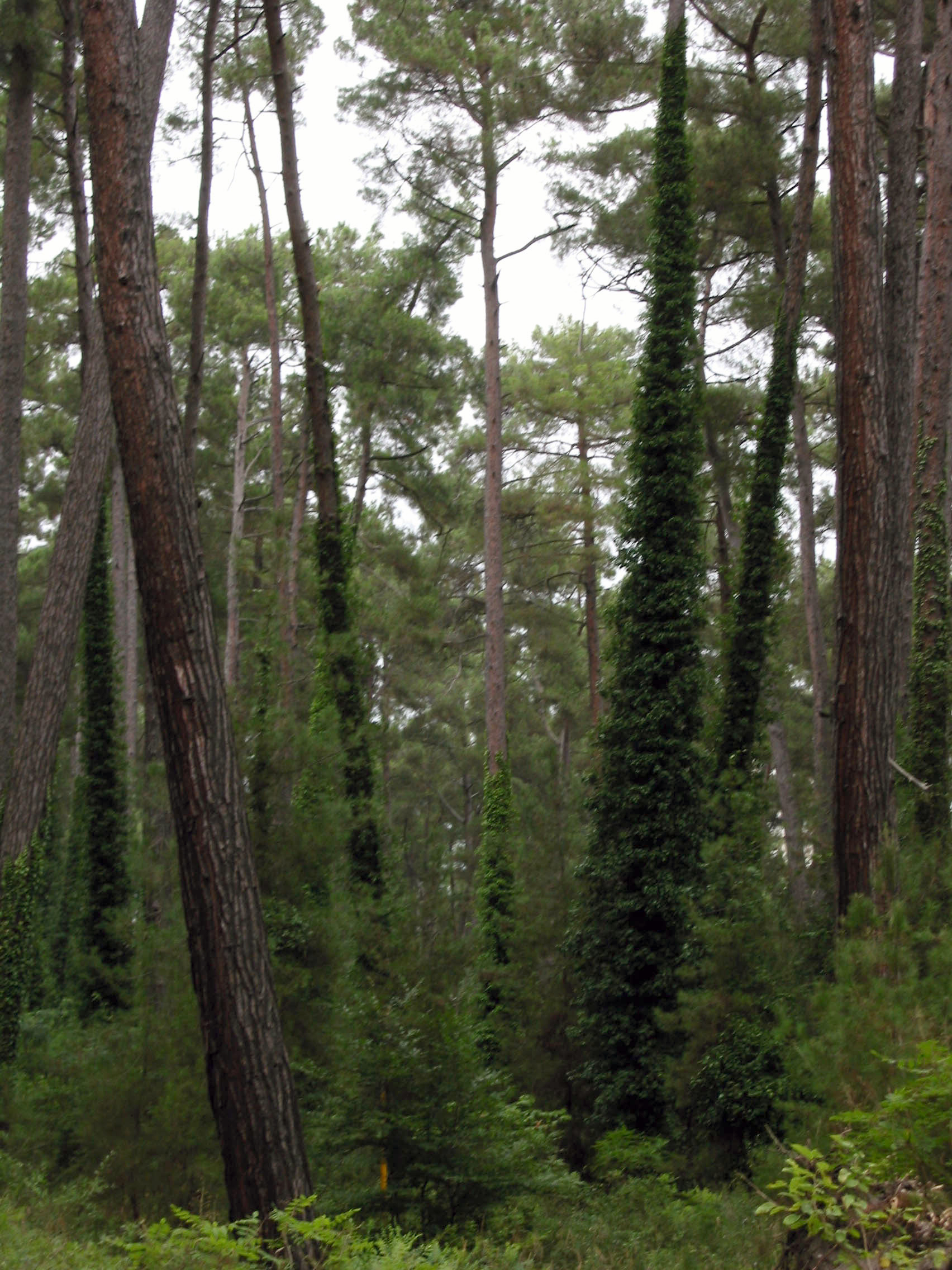
Сосновий гай
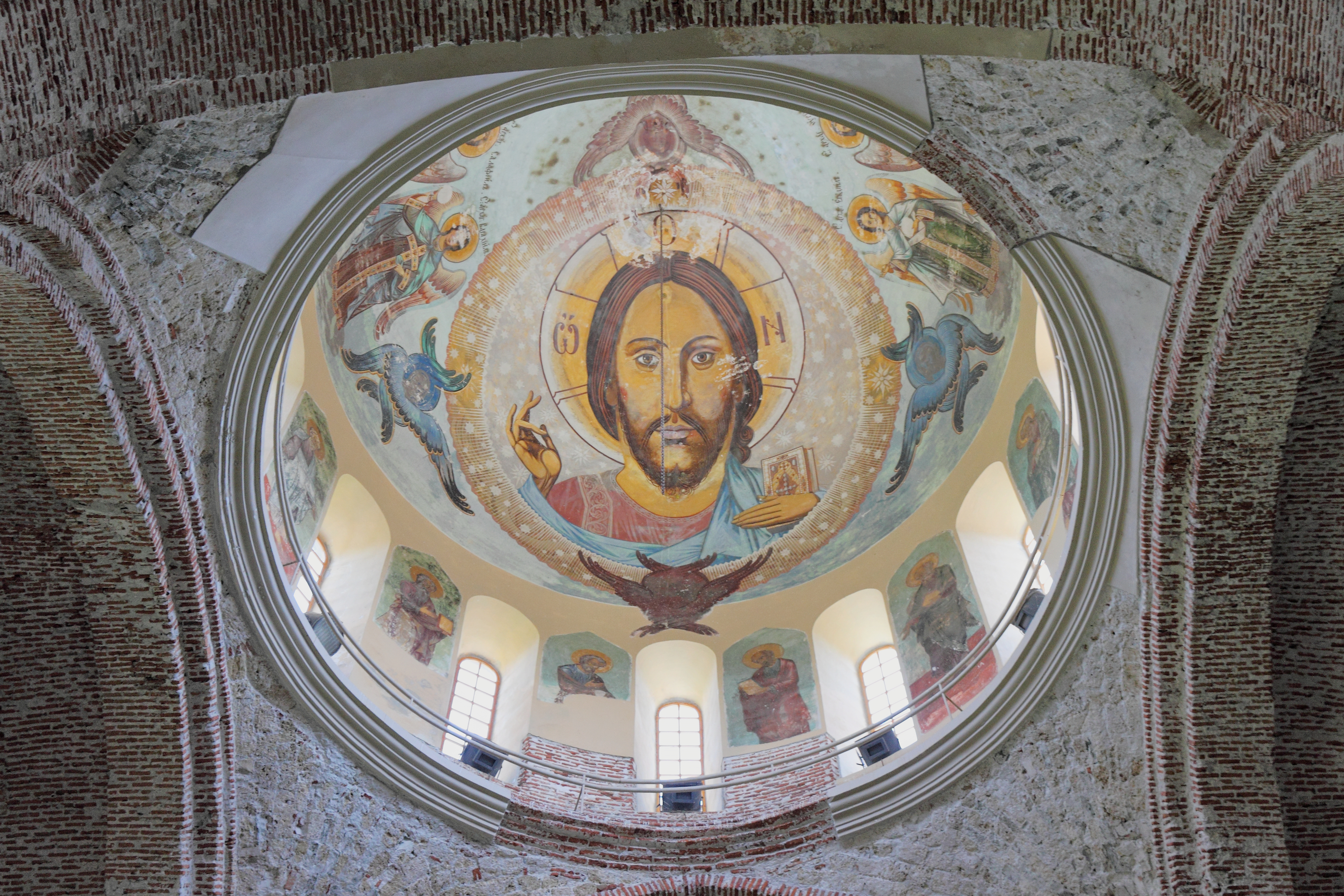
Купол піцундського храму
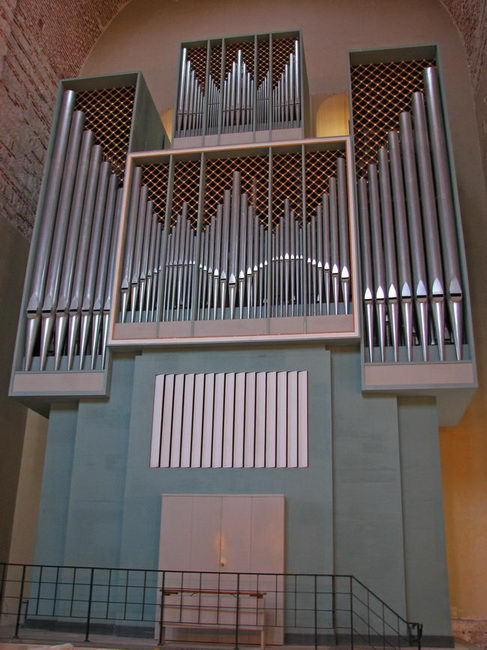
Храмовий орган
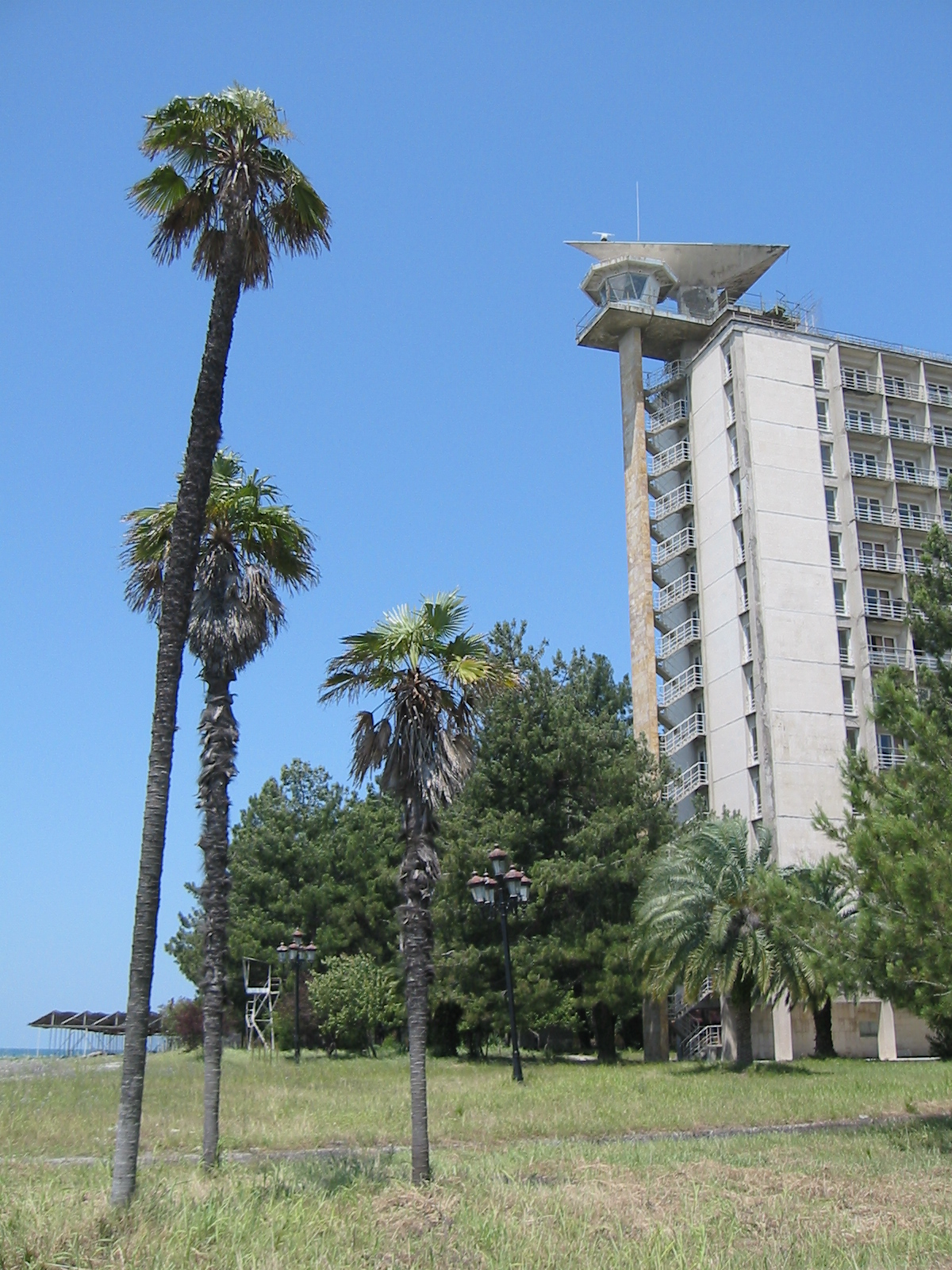
Санаторій на березі Піцунди
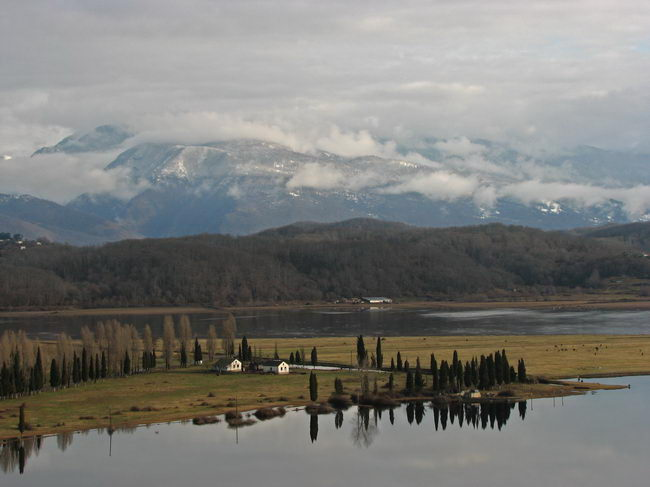
Вигляд Кавказьких гір з піцундського узбережжя
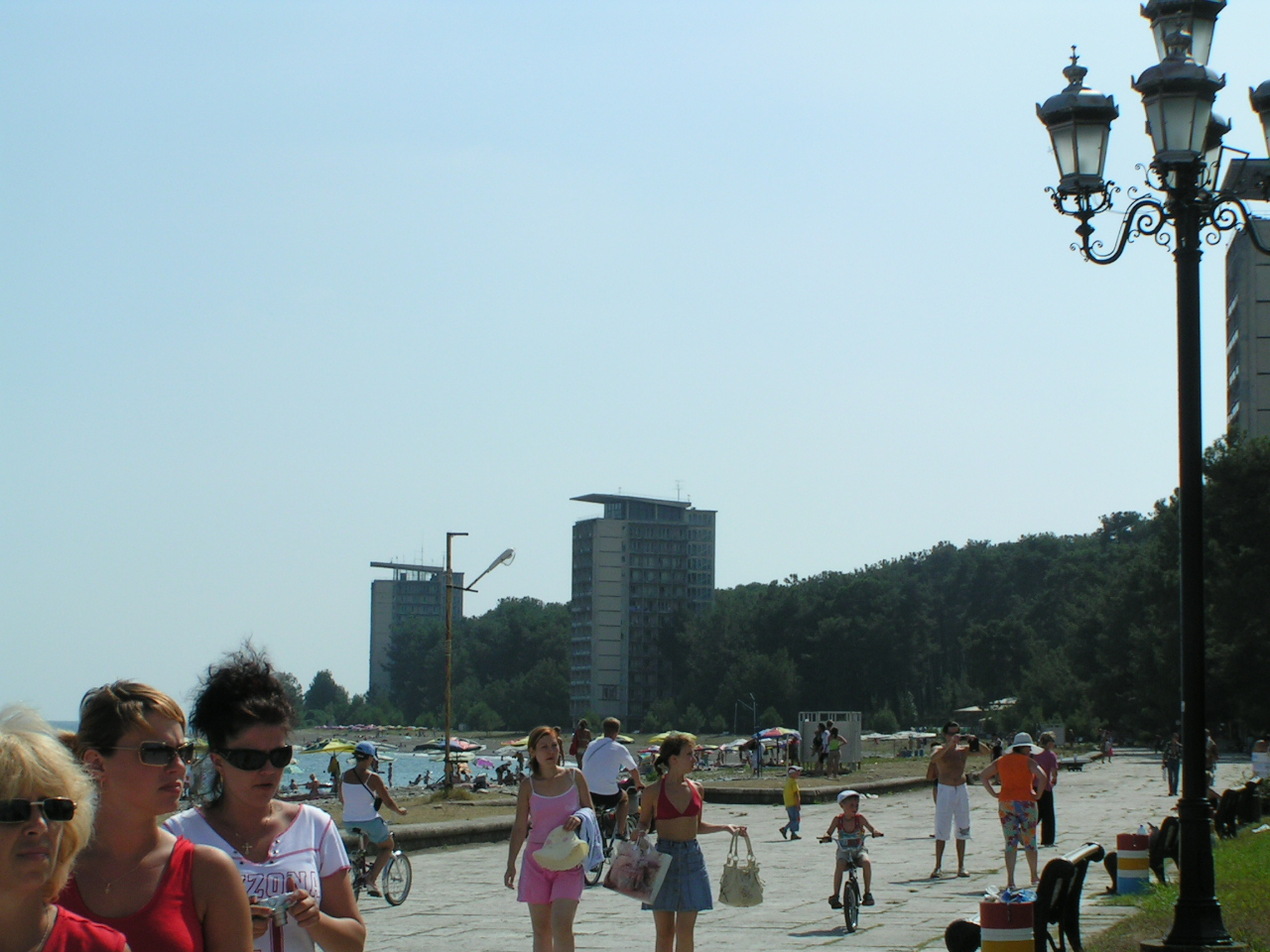
Центральний пляж Піцунди

## Відомі люди
- Тенгіз Бердзенішвілі — молодший лейтенант Збройних сил України, учасник російсько-української війни, що відзначився під час російського вторгнення в Україну. Герой України (2025).